# 山口麻友
山口麻友（日语：／ Yamaguchi Mayu，2000年11月20日—），日本女演員。出身於日本東京都，所屬經紀公司為FLaMme，身高157公分。

## 經歷
小學4年級加入經紀公司NEWS娛樂，主要從事舞台劇活動，2011年7月首次演出舞台劇「真夏之夜的夢〜LOVE2011」。上國中後因想專心學業而停止演藝活動。
2014年母親幫忙報名了Audition情報誌「De☆View」上的試鏡，合格後收到多家經紀公司邀請，因憧憬演員有村架純而選擇加入經紀公司FLaMme。同年7月首次演出電視劇《晝顏～平日午後3點的戀人們～》。
2015年在電視劇《天才婦科醫》中飾演國中二年級的孕婦而受到矚目。同年演出電影《再會吧！青春小鳥》並與演出合唱團中的7名成員一同組成了期間限定團體「Lips!」，發行單曲「壁ドン 〜拝啓、勇気を出せない君へ〜（アカペラver.）」。
2019年4月進入大學就讀電影學科，主修表演。

## 人物
- 興趣和特長是看電影、鋼琴、舞蹈、芭蕾舞。
- 受到母親影響而喜歡古典音樂，4歲時開始學習芭蕾舞、小學1年級時開始學習鋼琴[6]。

## 演出

### 電視劇
| 播出年份 | 播出日期                     | 集數                       | 戲劇名稱                                      | 首播頻道               | 角色               | 備註   |
| -------- | ---------------------------- | -------------------------- | --------------------------------------------- | ---------------------- | ------------------ | ------ |
| 2014年   | 7月17日－9月25日             | 全劇                       | 晝顏～平日午後3點的戀人們～                   | 富士電視台             | 瀧川真菜           | [ 4 ]  |
| 2014年   | 8月19日－9月2日              | 第1集－第3集               | 聖女                                          | NHK                    | 肘井基子（少女期） | [ 9 ]  |
| 2015年   | 4月16日－6月18日             | 全劇                       | I'm Home                                      | 朝日電視台             | 野澤昴             | [ 4 ]  |
| 2015年   | 7月26日 8月16日－9月20日     | 第2集 第4集－第7集         | 搶救拿破崙之村                                | TBS                    | 橋尾裕美（橋尾ヒロミ）       | [ 10 ] |
| 2015年   | 9月3日                       | 第7集                      | 最強的兩人〜京都府警 特別捜査班〜             | 朝日電視台             | 齋藤楓             | [ 11 ] |
| 2015年   | 11月6日・13日                | 第4集・第5集               | 天才婦科醫                                    | TBS                    | 吉澤玲奈           | [ 5 ]  |
| 2016年   | 1月27日                      | 單集                       | 靛藍的戀人                                    | NHK BS Premium         | 原田紗代           | [ 12 ] |
| 2016年   | 6月28日－8月16日             | 全劇                       | 落花有意（ふれなばおちん）                                  | NHK BS Premium         | 上条優美香         | [ 13 ] |
| 2016年   | 9月28日                      | 單集                       | 望鄉「柑橘花」                                | 東京電視台             | 富田美里（回想）   | [ 14 ] |
| 2016年   | 11月4日                      | 單集                       | 夏天的鄰居                                    | CinefilWOWOW           | 赤石千織           | 初主演 |
| 2017年   | 4月14日－6月16日             | 全劇                       | 反轉                                          | TBS                    | 藤崎莉子           | [ 15 ] |
| 2017年   | 10月17日－12月19日           | 全劇                       | 明日的約定                                    | 關西電視台             | 増田希美香         | [ 16 ] |
| 2018年   | 5月25日                      | 第6集                      | 管家 西園寺的名推理                           | 東京電視台             | 遠野晶子           | [ 17 ] |
| 2018年   | 6月3日                       | 第8集                      | 搶救飯店大作戰                                | 日本電視台             | （Nadia）          | [ 18 ] |
| 2018年   | 9月13日                      | 最終回                     | 遺留搜查 第5季                                | 朝日電視台             | 酒井愛子           |        |
| 2018年   | 10月26日－12月7日            | 第2集開始                  | 駐在刑事                                      | 東京電視台系列         | （HIKARI）         | [ 19 ] |
| 2019年   | 4月11日                      | 第1集                      | 草莓之夜SAGA                                  | 富士電視台             | 深澤由香里         |        |
| 2019年   | 8月8日                       | 單集                       | 芒果樹下〜呂宋島、戰火的約定〜                | NHK綜合                | 日下部綾           | [ 20 ] |
| 2020年   | 1月20日                      | 第3集                      | 絕對零度～未然犯罪潛入搜查～2020              | 富士電視台             | 八尋舞             | [ 21 ] |
| 2020年   | 2月16日                      | 第3集                      | 搜查會議在客廳 再來一碗！                     | NHK BS Premium         | 真衣香             | [ 22 ] |
| 2020年   | 3月5日                       | 第4集                      | 死纏爛打的女人5個地獄篇 第4話「投幣式置物櫃」 | TBS                    | 益田的女兒         | [ 23 ] |
| 2020年   | 8月22日・9月12日・26日       | 全劇                       | 女子美食漢堡部（女子グルメバーガー部）                            | 東京電視台             | 主演・筧川彩花     | [ 24 ] |
| 2021年   | 7月14日                      | 第2集                      | 秘密內幕～女警的反擊～                        | 日本電視台             | 松原理沙           |        |
| 2021年   | 9月11日・18日                | 第8集・最終話              | 高校英雄                                      | 朝日電視台             | 佐戶國子           |        |
| 2022年   | 2月19日 - 3月26日            | 全劇                       | 四十雀                                        | 東京電視台             | （MIHIRO）         |        |
| 2022年   | 4月14日 - 6月9日             | 全劇                       | 邁向未來的倒數10秒                            | 朝日電視台             | 矢代智香           | [ 25 ] |
| 2022年   | 10月10日 - 11月16日          | 全劇                       | 無聊住宅區的所有家                            | NHK                    | 梨木由歌           |        |
| 2023年   | 1月23日・30日・2月13日・27日 | 第3集・第4集・第6集・第8集 | 女神的教室                                    | 富士電視台             | 真中美羽           |        |
| 2023年   | 4月1日 - 6月24日             | 全劇                       | 麵味露一人飯                                  | BS松竹東急             | 十越入子           |        |
| 2024年   | 4月24日・5月1日              | 第1集・第2集               | BLUE MOMENT                                   | 富士電視台             | 前田明日香         |        |
| 2024年   | 10月2日 - 12月25日           | 全劇                       | 麵味露一人飯2                                 | BS松竹東急             | 十越入子           |        |
| 2024年   | 10月20日 - 2025年1月5日      | 全劇                       | 離婚戀                                        | BS東視                 | 四十九院ヨーコ     |        |
| 2025年   | 1月9日 - 3月20日             | 全劇                       | 我所不知道的自己                              | 讀賣電視台・日本電視台 | 野村亞希子         |        |
| 2025年   | 1月21日                      | 第1集                      | EYESEE～瞬間記憶搜查·柊班～                   | 富士電視台             | 相川遙             |        |
| 2025年   | 2月25日                      | 第7集                      | 家政夫三田園7                                 | 朝日電視台             | 二宮さやか         |        |
| 2025年   | 4月22日                      | 第3集                      | 人事的人見                                    | 富士電視台             | 土橋由衣           |        |

### 電影
| 上映年份 | 上映日期 | 電影名稱                                               | 角色         | 備註             |
| -------- | -------- | ------------------------------------------------------ | ------------ | ---------------- |
| 2015年   | 2月28日  | 再會吧！青春小鳥                                       | 長谷川琴美   | [ 26 ]           |
| 2017年   | 2月11日  | 相棒 -劇場版IV- 首都危機 人質50萬人！特命組 最後的決斷 | 鷺澤瑛里佳   | [ 27 ]           |
| 2017年   | 3月4日   | 雪女                                                   |              | [ 28 ]           |
| 2019年   | 5月10日  | 我想和你見面                                           |              | [ 29 ]           |
| 2019年   | 10月4日  | 下忍 紅影（下忍 赤い影）                                          | 静           | 女主角           |
| 2020年   | 1月17日  | 太陽之家                                               | 川崎柑奈     | [ 30 ]           |
| 2021年   | 2月5日   | 樹海村                                                 | 主演・天沢鳴 | 與山田杏奈雙主演 |
| 2021年   | 9月17日  | MIRRORLIAR FILMS Season1 「inside you」                | 主演         |                  |
| 2021年   | 12月10日 | 軍艦少年                                               | 結           | 女主角           |
| 2022年   | 1月21日  | 真夜中乙女戦争                                         | KANA         |                  |

世界奇妙物语 2021夏季特别篇

### 網路微電影
- LOTTE SWEET FILMS「兩個聲音」（2015年2月16日，LotteChocomotionTV）：主演・柑奈[32][33]

### CM
- 倍樂生 Area Benesse（2014年11月－）
- 小野藥品工業（日语：小野薬品工業） 獨創性篇（2015年1月－）
- AC日本（日语：ACジャパン）交通遺兒育英會（日语：交通遺児育英会）
  - 「笑顔に変わる時」篇（2015年7月－）
  - 「お父さんへの報告」篇（2016年－）
- Panasonic
  - 「日本の空気は進化する／ナノイー技術ソリューション 篇」（2016年7月10日）
  - 「日本の移動シーンは進化する／快適移動ソリューション篇」（2016年9月26日）
  - 「日本のコミュニケーションは進化する／多言語翻訳ソリューション 篇」（2017年）
- ADASTRIA（日语：アダストリア） LEPSIM（2016年9月－）
- 大塚製藥 CalorieMate「夏はコワイ」篇（2017年7月－）
- AKASAKA INTERCITY AIR（日语：赤坂インターシティAIR）「赤坂の歴史散策」（2017年11月15日）

### MV
- CHEESE CAKE（日语：MOSHIMO） 「寝グセ（short ver.）」（2014年6月26日）[34]
- whiteeeen² 「ハニートースト」（2018年6月6日）[35]
- 宮川愛李 「Sissy Sky」（2019年10月26日）[36]

### 舞台劇
- 真夏之夜的夢〜LOVE2011（2011年7月22日・23日）：飾演 Rola[37]
- 里茲米克鎮（リズミックタウン）（2012年12月20日－24日）：飾演 （Mei）
- NHK交響樂團 第1833回定期公演「系圖 -年輕人的音樂詩-（日语：系図_(武満徹)）」（2016年4月22日・23日）－ 朗讀[38]

### 廣播劇
- FMシアター 踊らされながら（2017年7月15日、NHK FM）：飾演 （Mika）[39]
- イヤードラマ「ビールいかがですか」（2021年10月11日配信開始、NUMA）：飾演 主演・茉莉 [40][41]

### 廣播
- TOMAS presents High School a Go Go!!（2018年5月14日 - 、TBS Radio）- 高校生Supporter

## 外部連結
- 經紀公司個人介紹頁 （页面存档备份，存于）（日語）